# Rhyacophila flinti
Rhyacophila flinti is een schietmot uit de familie Rhyacophilidae. De soort komt voor in het Palearctisch gebied.
De wetenschappelijke naam voor de soort werd voor het eerst gepubliceerd in 1970 door Fernand Schmid.